# أرجل (ديناران)
أرجل (بالفارسية: ارجل) هي قرية تقع في إيران في قسم دیناران الريفي. يقدر عدد سكانها بـ 332 نسمة بحسب إحصاء 2016.